# La Côte Picarde 1998
La Côte Picarde 1998, settima edizione della corsa e valida come evento del circuito UCI categoria 1.4, fu disputata il 22 aprile 1998 su un percorso di 192 km. Fu vinta dall'italiano Mauro Zinetti al traguardo con il tempo di 4h24'29", alla media di 43,55 km/h.
Partenza con 158 ciclisti, dei quali 82 portarono a termine la gara.

## Ordine d'arrivo (Top 10)
| Pos. | Corridore           | Squadra         | Tempo    |
| ---- | ------------------- | --------------- | -------- |
| 1    | Mauro Zinetti       | Polti           | 4h24'29" |
| 2    | Jean-Michel Thilloy | Saint-Quentin   | s.t.     |
| 3    | Franck Bouyer       | Franç. des Jeux | s.t.     |
| 4    | Stéphane Barthe     | Casino-Ag2r     | s.t.     |
| 5    | Michael Andersson   | TVM             | s.t.     |
| 6    | Magnus Bäckstedt    | Crédit Agricole | a 3"     |
| 7    | Jaan Kirsipuu       | Casino-Ag2r     | a 11"    |
| 8    | Hendrik Van Dijck   | TVM             | s.t.     |
| 9    | Damien Nazon        | Franç. des Jeux | s.t.     |
| 10   | Jean-Claude Thilloy | Nogent-Oise     | s.t.     |